# رحیم عبادی
رحیم عبادی (زادهٔ ۱۳۳۶ در رامسر) استادیار دانشگاه فرهنگیان، عضو هیئت امناء، هيئت مؤسس و قائم‌مقام دانشگاه مهر البرز، اولین دانشگاه مجازی ایران است. عبادی در دولت هشتم جمهوری اسلامی ایران ریاست سازمان ملی جوانان را برعهده داشت و مشاور رئیس‌جمهور وقت سید محمد خاتمی بود. وی در دولت هفتم معاونت وزیر آموزش و پرورش را بر عهده داشت.

## مسئولیت ها
- معاون پرورشی آموزش و پرورش منطقه ۱۶ تهران
- معاون پرورشی اداره کل آموزش و پرورش استان تهران
- معاون پژوهش مؤسسه تنظیم و نشر آثار امام خمینی
- معاون پژوهشی بنیاد شهید انقلاب اسلامی
- معاون وزیر آموزش و پرورش
- رئیس سازمان ملی جوانان